# Liaison métallique

Diagramme représentant la distribution des électrons dans les bandes de différents types de matériaux à l'équilibre. De gauche à droite : métal ; semimétal ; semiconducteur (dopé p, intrinsèque, dopé n) ; isolant. L'énergie est représentée par l'axe vertical, tandis que l'épaisseur horizontale des bandes représente la densité d'états.
La densité électronique par niveau d'énergie suit la statistique de Fermi-Dirac et est représentée par un dégradé de noir. Le niveau de Fermi EF des métaux et des semimétaux se trouve dans au moins l'une des bandes, tandis qu'il se trouve loin de toute bande dans les isolants, et suffisamment proche d'une bande dans les semiconducteurs pour peupler la bande de conduction ou la bande de valence d'électrons ou de trous.

Une liaison métallique est une liaison chimique résultant de l'action d'un fluide d'électrons délocalisés unissant des atomes ionisés positivement. Les matériaux métalliques purs ou alliés sont caractérisés par un continuum de niveaux d'énergie entre la bande de valence, occupée par les électrons de valence, et la bande de conduction, occupée par les électrons libres, de sorte que ces derniers sont injectés thermiquement depuis la bande de valence par-delà le niveau de Fermi, assurant la formation d'une liaison métallique délocalisée dans tout le volume du métal.
La nature électronique particulière des liaisons métalliques est responsable de plusieurs propriétés macroscopiques des métaux : le fluide d'électrons libres assure à la fois une conductivité électrique et une conductivité thermique élevées en permettant la circulation du courant électrique et en favorisant la propagation des phonons dans le matériau ; elle rend compte de la ductilité, de la malléabilité et de la plasticité des métaux en maintenant leur cohésion en cas de déformation brisant les autres liaisons interatomiques ; elle confère aux métaux leur absorbance et leur éclat particulier par son interaction avec les ondes électromagnétiques, ainsi que leur point de fusion et leur point d'ébullition plus élevés que les non-métaux en renforçant les autres types de liaisons interatomiques. Ces dernières, notamment les liaisons covalentes de coordination, sont responsables des différentes structures cristallines formées par les métaux solides : la plus fréquente est la structure cubique centrée, suivie de la structure hexagonale compacte et de la structure cubique à faces centrées. La force d'une liaison métallique dépend notamment du nombre d'électrons libres par atome métallique, et est la plus élevée parmi les métaux de transition : cette liaison subsiste dans un métal liquide, alors que les autres liaisons interatomiques sont rompues, de sorte que la température d'ébullition d'un métal est un meilleur indicateur de la force de sa liaison métallique que sa température de fusion.

## Historique
La nature des métaux a fasciné l'humanité pendant des siècles, parce que ces matériaux ont fourni des outils aux propriétés inégalées aussi bien en temps de guerre qu'en temps de paix. La raison de leurs propriétés et la nature du lien qui les maintient ensemble est restée un mystère durant des siècles, même si des améliorations importantes ont été accomplies dans leur traitement et leur élaboration.
Comme la chimie devenait une science, il est devenu clair que les métaux formaient la grande majorité de la table périodique des éléments et des progrès considérables ont été réalisés dans la description des sels qui peuvent être formés par des réactions avec les acides. Avec l'avènement de l'électrochimie, il est devenu clair que les métaux sont généralement présents dans les solutions sous forme d'ions chargés positivement et les réactions d'oxydation des métaux sont bien comprises dans le domaine électrochimique. Les métaux seraient imagés comme des ions positifs maintenus ensemble par un océan d'électrons négatifs. Avec l'avènement de la mécanique quantique, ce modèle a reçu une interprétation plus formelle dans la forme du modèle de l'électron libre et son futur élargissement, le modèle de l'électron quasi libre. 
Dans ces deux modèles, les électrons sont considérés comme un gaz voyageant à travers la trame du solide avec une énergie qui est essentiellement isotrope en ce sens qu'elle dépend du carré de l'amplitude, et non de la direction du vecteur d'onde k.
En k-espace trois dimensions, l'ensemble des points des plus hauts potentiels (la surface de Fermi) devrait donc être une sphère.